# Jince
Jince (Duits: Jinetz) is een Tsjechische vlek (městys) in de regio Midden-Bohemen, en maakt deel uit van het district Příbram. Jince telt 2402 inwoners (2023).

## Geschiedenis
- 1900 – De gemeente Jince krijgt (voor de eerste keer) de status vlek.
- 2006 – De gemeente Jince krijgt (opnieuw) de status vlek.[1]